# Эйд (Норвегия)
Эйд (норв. Eid) — коммуна в губернии Согн-ог-Фьюране в Норвегии. Административный центр коммуны — город Нурфьордэйд. Официальный язык коммуны — нюнорск. Население коммуны на 2007 год составляло 5854 чел. Площадь коммуны Эйд — 469,11 км², код-идентификатор — 1443.

## История населения коммуны
Население коммуны за последние 60 лет.

Статистика коммуны Эйд